# Henry Petty (1er comte de Shelburne)
Henry Petty (22 octobre 1675-17 avril 1751) est un pair et homme politique Anglo-Irlandais qui siège à la Chambre des communes de 1715 à 1727. 

## Famille
Il est le fils cadet de William Petty et d'Elizabeth, la baronne Shelburne, la fille de Sir Hardress Waller (en). Il succède à son frère aîné Charles Petty, 1er baron Shelburne aux domaines familiaux en 1696, puis achète de nouveaux domaines près de Wycombe, Buckinghamshire. 

## Carrière politique
Il est élu à la Chambre des communes irlandaise pour Midleton en 1692, siège qu'il occupe jusqu'en 1693, puis représente le comté de Waterford entre 1695 et 1699. La dernière année, la baronnie de Shelburne, qui s'est éteinte à la mort prématurée de son frère aîné en 1696, est ravivée en sa faveur . Deux ans plus tard, il est admis au Conseil privé d'Irlande. Il est plus tard membre de la Chambre des communes britannique pour Great Marlow entre 1715 et 1722 et pour Wycombe entre 1722 et 1727. En 1719, il est créé vicomte Dunkerron et comte de Shelburne dans la pairie d'Irlande. 

## Vie privée
Lord Shelburne épouse Arabella, fille de Charles Boyle (3e vicomte Dungarvan), en 1699. Ils n'ont aucun enfant survivant. La comtesse de Shelburne est décédée en octobre 1740. Lord Shelburne lui survit onze ans et est décédé en avril 1751, à l'âge de 75 ans, et ses titres s'éteignent. Ses domaines sont dévolus à son neveu John FitzMaurice, qui change son nom de famille en Petty et en faveur duquel le comté de Shelburne est relancé en 1753.